# 뉴욕 필름 아카데미

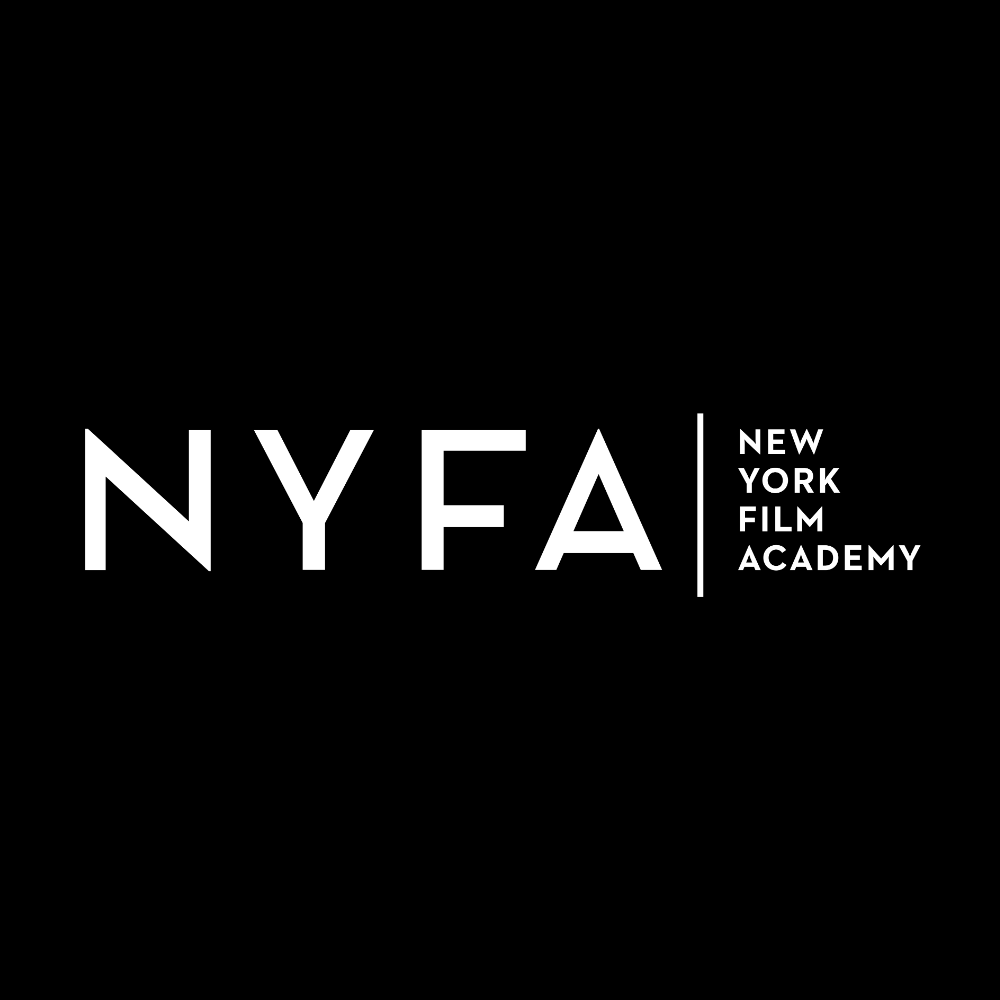

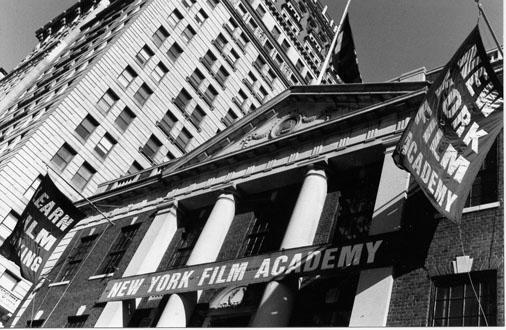

뉴욕 필름 아카데미(New York Film Academy, NYFA)는 전 영화, 텔레비전, 극 프로듀서인 제리 셜록에 의해 1992년 설립된 칼리지이다. 처음에는 트리베카 필름 센터에 위치해 있었지만 1994년 유니언 스퀘어의 전 태머니 홀 건물인 100 이스트 17번가로 옮겼다. 23년만인 2015년에 태머니 홀에서 17 배터리 플레이스로 자리를 다시 옮겼고 이곳이 현재의 대학 위치이다.